# Tarphiosoma
Tarphiosoma is een geslacht van kevers uit de familie somberkevers (Zopheridae).

## Soorten
Deze lijst is mogelijk niet compleet.
| - T. echinatum - T. fasciata - T. indicus - T. kempi |